# Tókaidó
Tókaidó (japonsky 東海道, Tókaidó, Východní přímořská cesta) byla nejdůležitějsí z pěti cest do Eda a spojovala hlavní japonská města Kjóto a Tokio (dříve Edo). Na rozdíl od vnitrozemské a méně frekventované cesty Nakasendó se Tókaidó táhla podél tichomořského pobřeží východního Honšú,. Odtud tedy pochází i její název.

## Historický kontext
Trasa cesty Tókaidó začala být využívána už ve starověku při cestách z Kjóta do centrálního Honšú, ještě před obdobím Edo. Od počátku období Edo (1603-1867) se pak už na cestě Tókaidó pohybovalo mnoho Japonců. Německý lékař a přírodovědec Englebert Kämpfer v roce 1690 poznamenal, že Japonci jsou putování a poutním místům "zcela oddaní".  Tak velký zájem o cestování se může zdát neočekávaný, protože tokugawští šógunové po celé období své vlády pohyb osob silně regulovali. Jejich cílem bylo udržet přísnou kontrolu nad japonským obyvatelstvem.
Síť silnic, která nicméně na počátku 17. století v Japonsku vznikla, byla symbolem šógunátu Tokugawa a symbolizovala jeho autoritu. Po mnoha letech občanské války bylo Tókaidó důležitou součástí plánu nové tokugawské vlády ustanovit město Edo jako centrum sjednoceného Japonska a zároveň si udržet kontrolu nad císařstvím. Tókaidó měla k tomuto poslání přispět usnadněním komunikace i pohybu vojenských jednotek po celé zemi, takže její modernizace z malé poutní cesty a následná údržba byly prvořadé.
Zřízení sítě silnic bylo také důležité kvůli požadavku šógunátu na dlouhodobou přítomnost šlechtických pánů a jejich rodin v Edu. Jednalo se o systém střídavé docházky (sankin kótai) a první ho zavedl již Hidejoši Tojotomi (poslední šógunu před nástupem klanu Tokugawa k moci). Ve snaze kontrolovat mocné daimjó, kteří vládli velkým majetkům po celém Japonsku, šógun vyžadoval, aby každý druhý rok pobývali v Edu. Každý další rok se mohli vrátit do svých domovských provincií, ale v Edu museli zanechat své rodiny jako záruku. Daimjó s touto povinností bylo v době tokugawského šógunátu více než 260 daimjóů a jejich průvody čítaly 1000 až 4 000 strážců. Bylo proto zapotřebí vybudovat velkou komunikaci, po které by se mohli vracet do Eda a zpět.
Pohyb běžných obyvatel po Tókaidó nicméně nebyl nijak častý, byly jim tolerovány pouze náboženské poutě. Pro takové případy byly vyžadovány vládou vydávané průkazy, jež byly kontrolovány na jednotlivých kontrolních stanovištích.

## Cestování po Tókaidó
Cestování po Japonsku se od počátku 17. století stalo mnohem snazší, silnice Tókaidó totiž získala oficiální status a stala se součástí sítě pěti hlavních silnic (gokaidó). Tato síť vznikla za vlády Iejasu Tokugawy. Z příkazu šóguna existovaly i předpisy, které definovaly, jak má silnice vypadat. Silnice měla být hladká, široká a byla dobře udržovaná. Po obou stranách byly vysázeny stromy, které poskytovaly cestujícím stín. Příkopy vykopané po obou stranách nebo uprostřed silnice odváděly splašky a na místech, která zůstávala kluzká, byl povrch vysypán štěrkem. Kamenná dlažba se pokládala na svazích, které by jinak mohly podléhat erozi. Cesta se zametala, zalévala (když se prášilo), a před průjezdem významných osobností se vysypávala pískem.
Přibližně každé 4 km byly zřízeny poštovní stanice (šukuba) s jídlem, noclehem a čerstvými koňmi (pro cestující vyšších společenských tříd). Původní trasu Tókaidó tvořilo 53 takových stanic rozmístěných mezi konečnými stanicemi v Edu a Kjótu. Jejich počet byl inspirován 53 buddhistickými světci, které buddhistický akolyta Sudhana navštívil, aby přijal jejich učení na své cestě za osvícením. Trasa procházela několika provinciemi Japonska.
Na větších, rychle tekoucích řekách téměř neexistovaly mosty, takže cestující se přes ně museli přepravovat na lodích. V Nagoji dokonce cestu přehrazovalo hned několik řek a cestující museli jet necelých 30 km lodí přes moře, aby se dostali do protější stanice Kuwana. Tyto přechody přes vodu znamenaly významné potenciálním zdrojem zdržení, se kterým bylo nutné počítat. Za ideálního počasí se celá cesta pěšky přes Tókaidó dala zvládnout přibližně za týden, ale při špatných podmínkách mohla cesta trvat i jeden měsíc.

### První Evropané
V roce 1613 se William Adams a John Saris vydali v doprovodu dalších deseti Angličanů na Tókaidó. Byli jedni z prvních obyvatel Západu, kdo po Tókaidó cestovali. Saris shledal kvalitu silnice pozoruhodnou a dal ji do kontrastu se špatným stavem silnic doma v Anglii; povrch z písku a štěrku byl „úžasně rovný“ a „tam, kde se stýká s horami, je průjezd prořezán“. Byl překvapen kvalitou jídla v poštovních stanicích u silnice, kde skupina hodovala rýží s rybami, k tomu „nakládané bylinky, fazole, ředkvičky a jiné kořínky“ a hojnost „sýra“, což bylo ve skutečnosti tofu. Přestože jejich cesta proběhla bez nebezpečí, Sarise znepokojovaly ukřižované ostatky zločinců, které Tókaidó lemovaly při příjezdu do každého města. V Šizuoce viděli na lešení uříznuté lidské hlavy a také mnoho křížů, „na nichž stále zůstávala mrtvá těla popravených“. Pozůstatky těl ležely místy i na silnici a způsobily jim „velmi nechutný průjezd“.

Domky na Tókaidó poblíž Odawary, datováno před rokem 1880.

Anglický kapitán Sherard Osborn, který část Tókaidó procestoval v roce 1858, o cestě říká:
| „ | Páni jednotlivých panství jsou nuceni úřady udržovat tato občerstvovací místa pro pocestné; jsou mnohem lepší než karavanseráje na Východě a u těchto poštovních domů jsou vždy připraveny štafety koní nebo nosičů, kteří musí vykonávat veškerou práci za pravidelný pevný poplatek, podle anglických představ směšně malý. Na tato zařízení připadá další, ještě tíživější povinnost, a tou je přeposílání všech císařských zásilek mezi oběma hlavními městy nebo z Eda do kterékoli části říše. K plnění tohoto úkolu jsou proto vždy připraveni běžci. | “ |

## Ósaka Kaidó
V roce 1619 byla založena Ósaka Kaidó (大阪街道) jako odbočka z Tókaidó, měla čtyři vlastní stanice. Tato odbočka prodloužila trasu až do Kóraibaši v Ósace. Této odbočce se také říkalo Kjókaidó (京街道) nebo je také označována jako součást 57 stanic Tókaidó.

## Moderní Tókaidó
Dnes je Tókaidó nejvytíženějším dopravním koridorem v Japonsku. Spojuje Velké Tokio (včetně hlavního města Tokia a druhého největšího japonského města Jokohamy) s Nagojou (čtvrté největší město) a dále s Ósakou (třetí největší město) přes Kjóto. Trasu Tokio-Nagoja-Kjóto-Ósaka kopíruje hlavní železniční linka JR Tókaidó a Tókaidó šinkansen.
Několik úseků původní cesty je však stále možné najít a i v moderní době se ji podařilo alespoň jednomu člověku z velké části vysledovat a projít.

## Odkazy v kultuře a zábavě

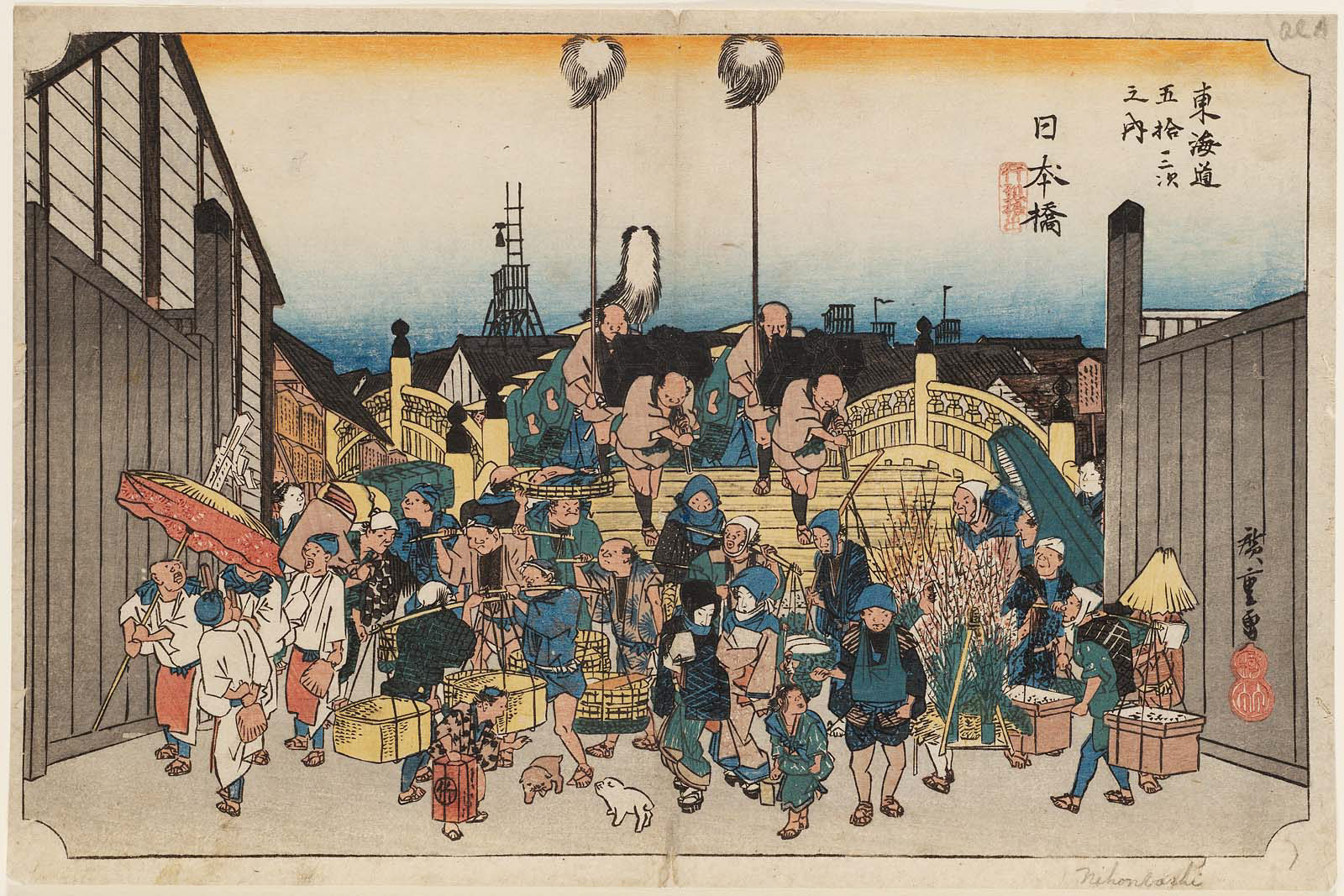
Jeden z Hirošigeho dřevotisků ze série Padesát tři stanic na cestě Tókaidó,konkrétně první stanice Nihonbaši (Edo).